# Torneo Anual 2021 de Primera B (Liga Catamarqueña)
El Torneo Anual 2021 de Primera B, también denominado Torneo Anual 2021 "Catamarca Minera" por motivos de patrocinio, organizado por la Liga Catamarqueña de Fútbol, será la primera competición del año, luego de más de 1 año y 8 meses sin jugar debido a la Pandemia de COVID-19.
Arrancó el 3 de septiembre y culminó el 31 de octubre.
Los nuevos equipos participantes son los dos equipos descendidos de la Primera División 2019: Salta Central que vuelve a la categoría después de su última participación en la temporada 2018, y Ferrocarriles de Chumbicha, en su primera participación. Mientras que tres equipos más harán su debut absoluto en un torneo de la Liga Catamarqueña: Club Fiel y Deportivo Valle Chico, ambos de Capital y San Isidro de Colonia Nueva Coneta.
Consagrará un campeón, que ascenderá a la temporada 2022 de la Primera División del Fútbol Capitalino.
El sorteo del fixture se realizó el 16 de agosto en la sede de la Liga.

## Ascensos y descensos
| Prom                     | Descendidos de la Primera División 2019 |
| ------------------------ | --------------------------------------- |
| Promoción                | Salta Central                           |
| 10.º Tabla de Posiciones | Ferrocarriles (Chumbicha)               |

| Pos           | Ascendidos a la Primera División 2021 |
| ------------- | ------------------------------------- |
| Campeón Anual | Chacarita                             |
| Promoción     | Juventud Unida                        |

## Formato
- El torneo se jugará a una sola rueda con el sistema de Todos Contra Todos.
- El equipo que se ubique en la primera ubicación de la Tabla de posiciones al finalizar el torneo, se consagrará campeón y ascenderá a la Primera División.
- El equipo que se ubique en la segunda posición de la Tabla de posiciones, ascenderá a la Primera División.
- En el caso de que dos o más equipos finalicen en el primer puesto, se deberá jugar un desempate para coronar al campeón.

## Equipos participantes
| Nombre del club                                          | Ciudad       | Departamento | Entrenador         | Fundación                |
| -------------------------------------------------------- | ------------ | ------------ | ------------------ | ------------------------ |
| Club Fiel, Deportiva, Social y Cultural Asociación Civil | Catamarca    | Capital      | Darío Luján        | 21 de abril de 2007      |
| Club Deportivo Valle Chico                               | Catamarca    | Capital      | Jorge Barrionuevo  | 22 de febrero de 2017    |
| Club Atlético Estudiantes de La Tablada                  | Catamarca    | Capital      | Marcelo Cano       | 1 de agosto de 1951      |
| Club Sportivo Ferrocarriles del Estado                   | Chumbicha    | Capayán      | Mario Córdoba      | 15 de septiembre de 1946 |
| Club Atlético Independiente                              | Huillapima   | Capayán      | Ricardo Cornejo    | 17 de julio de 1993      |
| Club Atlético Liberal Argentino                          | Catamarca    | Capital      | Daniel Herrera     | 13 de julio de 1963      |
| Club Social y Deportivo Parque Daza                      | Catamarca    | Capital      | Lucas Miranda      | 10 de diciembre de 1961  |
| Club Deportivo Salta Central                             | Catamarca    | Capital      | Walter Juárez      | 12 de abril de 1984      |
| Club Atlético San Isidro                                 | Nueva Coneta | Capayán      | Mario Cejas        | 26 de julio de 2016      |
| Club Atlético Sarmiento                                  | Catamarca    | Capital      | Franco Barrionuevo | 12 de junio de 1912      |

## Cambio de entrenadores
| Equipo                    | Entrenador saliente | Fecha de salida       | Partidos disputados  | Reemplazado por | Fecha de llegada      |
| ------------------------- | ------------------- | --------------------- | -------------------- | --------------- | --------------------- |
| Estudiantes de La Tablada | Rosario Lobo        | 12 de octubre de 2021 | 6 (3 PG, 1 PE, 2 PP) | Marcelo Cano    | 13 de octubre de 2021 |

### Distribución geográfica de los equipos
| Departamento | Cant. | Equipos |
| ------------ | ----- | --- |
| Capital      | 7     | Club Fiel, Deportivo Valle Chico, Estudiantes de La Tablada, Liberal Argentino, Parque Daza, Salta Central y Sarmiento. |
| Capayán      | 3     | Ferrocarriles (Chumbicha), Independiente (Huillapima) y San Isidro (Nueva Coneta).                                      |
| Total        | 10    | |

## Estadios
| | | |
| | | |
| Estadio Malvinas Argentinas Ciudad: Catamarca Capacidad: 6 500 espectadores Propietario: Liga Catamarqueña de Fútbol | Polideportivo Municipal de Chumbicha Ciudad: Chumbicha Capacidad: 3 000 espectadores Propietario: Municipalidad de Capayán | Estadio Jorge César Vargas Ciudad: Banda de Varela Capacidad: 1 500 espectadores Propietario: Club Deportivo Coronel Daza |

| | | |
| | | |
| Estadio Sarmiento Ciudad: Catamarca Capacidad: 1 000 espectadores Propietario: Club Atlético Sarmiento | Estadio Independiente (C) Ciudad: Catamarca Capacidad: 300 espectadores Propietario: Club Atlético Independiente (C) | Estadio Independiente (H) Ciudad: Huillapima Capacidad: 100 espectadores Propietario: Club Atlético Independiente (H) |

## Competición

### Tabla de posiciones
| Pos. | Equipo                     | Pts. | PJ | PG | PE | PP | GF | GC | Dif. |
| ---- | -------------------------- | ---- | -- | -- | -- | -- | -- | -- | ---- |
| 01.º | Ferrocarriles (Chumbicha)  | 20   | 9  | 6  | 2  | 1  | 24 | 10 | 14   |
| 02.º | Salta Central              | 18   | 9  | 6  | 0  | 3  | 21 | 13 | 8    |
| 03.º | Estudiantes de La Tablada  | 16   | 9  | 5  | 1  | 3  | 15 | 11 | 4    |
| 04.º | Club Fiel                  | 16   | 9  | 5  | 1  | 3  | 21 | 15 | 6    |
| 05.º | Deportivo Valle Chico      | 13   | 9  | 3  | 4  | 2  | 18 | 17 | 1    |
| 06.º | Liberal Argentino          | 12   | 9  | 3  | 3  | 3  | 11 | 7  | 4    |
| 07.º | Independiente (Huillapima) | 12   | 9  | 4  | 0  | 5  | 19 | 18 | 1    |
| 08.º | Sarmiento                  | 8    | 9  | 2  | 2  | 5  | 18 | 22 | −4   |
| 09.º | Parque Daza                | 5    | 9  | 1  | 2  | 6  | 7  | 27 | −20  |
| 10.º | San Isidro (Nueva Coneta)  | 4    | 9  | 1  | 1  | 7  | 14 | 28 | −14  |

|  | Campeón y asciende a la Primera División 2022. |
|  | Asciende a la Primera División 2022.           |

#### Evolución de las posiciones
| Equipo / Fecha             | 1  | 2  | 3  | 4  | 5  | 6  | 7  | 8  | 9  |
| -------------------------- | -- | -- | -- | -- | -- | -- | -- | -- | -- |
| Club Fiel                  | 02 | 02 | 01 | 04 | 05 | 04 | 02 | 04 | 04 |
| Deportivo Valle Chico      | 04 | 04 | 05 | 06 | 06 | 07 | 06 | 07 | 05 |
| Estudiantes de La Tablada  | 01 | 01 | 02 | 02 | 03 | 05 | 03 | 02 | 03 |
| Ferrocarriles (Chumbicha)  | 05 | 05 | 06 | 07 | 07 | 03 | 01 | 01 | 01 |
| Independiente (Huillapima) | 03 | 07 | 03 | 01 | 01 | 02 | 05 | 06 | 07 |
| Liberal Argentino          | 05 | 03 | 04 | 03 | 04 | 06 | 07 | 05 | 06 |
| Parque Daza                | 10 | 10 | 10 | 09 | 09 | 08 | 08 | 09 | 09 |
| Salta Central              | 07 | 06 | 08 | 05 | 02 | 01 | 04 | 03 | 02 |
| San Isidro (Nueva Coneta)  | 08 | 08 | 07 | 08 | 08 | 09 | 09 | 10 | 10 |
| Sarmiento                  | 09 | 09 | 09 | 10 | 10 | 10 | 10 | 08 | 08 |

| 1. |

### Resultados
| Fecha 1                   | Fecha 1   | Fecha 1           | Fecha 1             | Fecha 1         | Fecha 1 |
| Local                     | Resultado | Visita            | Estadio             | Fecha           | Hora    |
| ------------------------- | --------- | ----------------- | ------------------- | --------------- | ------- |
| Estudiantes de La Tablada | 3 - 0     | Parque Daza       | Independiente (C)   | 3 de septiembre | 14:00   |
| Sarmiento                 | 2 - 4     | Club Fiel         | Sarmiento           | 3 de septiembre | 14:00   |
| Deportivo Valle Chico     | 2 - 1     | San Isidro        | Malvinas Argentinas | 3 de septiembre | 14:00   |
| Liberal Argentino         | 0 - 0     | Ferrocarriles     | Malvinas Argentinas | 4 de septiembre | 14:00   |
| Salta Central             | 3 - 4     | Independiente (H) | Malvinas Argentinas | 5 de septiembre | 14:00   |

| Fecha 2           | Fecha 2   | Fecha 2                   | Fecha 2                              | Fecha 2          | Fecha 2 |
| Local             | Resultado | Visita                    | Estadio                              | Fecha            | Hora    |
| ----------------- | --------- | ------------------------- | ------------------------------------ | ---------------- | ------- |
| Club Fiel         | 1 - 1     | Deportivo Valle Chico     | Malvinas Argentinas                  | 9 de septiembre  | 14:00   |
| Ferrocarriles     | 2 - 1     | Sarmiento                 | Polideportivo Municipal de Chumbicha | 9 de septiembre  | 14:30   |
| Liberal Argentino | 2 - 0     | Parque Daza               | Sarmiento                            | 10 de septiembre | 14:00   |
| San Isidro        | 3 - 6     | Salta Central             | Independiente (C)                    | 10 de septiembre | 14:00   |
| Independiente (H) | 0 - 1     | Estudiantes de La Tablada | Independiente (H)                    | 10 de septiembre | 14:00   |

| Fecha 3                   | Fecha 3   | Fecha 3           | Fecha 3             | Fecha 3          | Fecha 3 |
| Local                     | Resultado | Visita            | Estadio             | Fecha            | Hora    |
| ------------------------- | --------- | ----------------- | ------------------- | ---------------- | ------- |
| Parque Daza               | 0 - 2     | Independiente (H) | Independiente (C)   | 17 de septiembre | 14:00   |
| Sarmiento                 | 1 - 1     | Liberal Argentino | Sarmiento           | 17 de septiembre | 14:00   |
| Estudiantes de La Tablada | 2 - 4     | San Isidro        | Malvinas Argentinas | 17 de septiembre | 14:00   |
| Deportivo Valle Chico     | 3 - 3     | Ferrocarriles     | Malvinas Argentinas | 20 de septiembre | 14:00   |
| Salta Central             | 1 - 2     | Club Fiel         | Malvinas Argentinas | 20 de septiembre | 16:00   |

| Fecha 4           | Fecha 4   | Fecha 4                   | Fecha 4                              | Fecha 4          | Fecha 4 |
| Local             | Resultado | Visita                    | Estadio                              | Fecha            | Hora    |
| ----------------- | --------- | ------------------------- | ------------------------------------ | ---------------- | ------- |
| Liberal Argentino | 1 - 0     | Deportivo Valle Chico     | Independiente (C)                    | 24 de septiembre | 14:45   |
| Sarmiento         | 2 - 3     | Parque Daza               | Sarmiento                            | 24 de septiembre | 14:45   |
| San Isidro        | 1 - 2     | Independiente (H)         | Sarmiento                            | 24 de septiembre | 16:45   |
| Club Fiel         | 0 - 1     | Estudiantes de La Tablada | Malvinas Argentinas                  | 25 de septiembre | 14:45   |
| Ferrocarriles     | 0 - 2     | Salta Central             | Polideportivo Municipal de Chumbicha | 25 de septiembre | 15:30   |

| Fecha 5                   | Fecha 5   | Fecha 5           | Fecha 5             | Fecha 5      | Fecha 5 |
| Local                     | Resultado | Visita            | Estadio             | Fecha        | Hora    |
| ------------------------- | --------- | ----------------- | ------------------- | ------------ | ------- |
| Parque Daza               | 0 - 0     | San Isidro        | Sarmiento           | 1 de octubre | 14:45   |
| Salta Central             | 2 - 1     | Liberal Argentino | Sarmiento           | 1 de octubre | 16:45   |
| Independiente (H)         | 4 - 2     | Club Fiel         | Independiente (H)   | 2 de octubre | 15:30   |
| Deportivo Valle Chico     | 2 - 2     | Sarmiento         | Malvinas Argentinas | 3 de octubre | 13:00   |
| Estudiantes de La Tablada | 1 - 3     | Ferrocarriles     | Malvinas Argentinas | 8 de octubre | 14:45   |

| Fecha 6               | Fecha 6   | Fecha 6                   | Fecha 6                              | Fecha 6       | Fecha 6 |
| Local                 | Resultado | Visita                    | Estadio                              | Fecha         | Hora    |
| --------------------- | --------- | ------------------------- | ------------------------------------ | ------------- | ------- |
| Salta Central         | 2 - 1     | Sarmiento                 | Independiente (C)                    | 8 de octubre  | 13:15   |
| Deportivo Valle Chico | 2 - 2     | Parque Daza               | Independiente (C)                    | 8 de octubre  | 15:15   |
| Liberal Argentino     | 1 - 1     | Estudiantes de La Tablada | Sarmiento                            | 11 de octubre | 14:45   |
| Ferrocarriles         | 2 - 1     | Independiente (H)         | Polideportivo Municipal de Chumbicha | 11 de octubre | 15:30   |
| Club Fiel             | 4 - 0     | San Isidro                | Sarmiento                            | 11 de octubre | 16:45   |

| Fecha 7                   | Fecha 7   | Fecha 7               | Fecha 7           | Fecha 7       | Fecha 7 |
| Local                     | Resultado | Visita                | Estadio           | Fecha         | Hora    |
| ------------------------- | --------- | --------------------- | ----------------- | ------------- | ------- |
| Salta Central             | 0 - 2     | Deportivo Valle Chico | Sarmiento         | 15 de octubre | 14:45   |
| Parque Daza               | 2 - 5     | Club Fiel             | Independiente (C) | 15 de octubre | 14:45   |
| Estudiantes de La Tablada | 3 - 1     | Sarmiento             | Independiente (C) | 15 de octubre | 16:45   |
| San Isidro                | 1 - 3     | Ferrocarriles         | Independiente (H) | 16 de octubre | 14:45   |
| Independiente (H)         | 1 - 1     | Liberal Argentino     | Independiente (H) | 16 de octubre | 16:45   |

| Fecha 8               | Fecha 8   | Fecha 8                   | Fecha 8                              | Fecha 8       | Fecha 8 |
| Local                 | Resultado | Visita                    | Estadio                              | Fecha         | Hora    |
| --------------------- | --------- | ------------------------- | ------------------------------------ | ------------- | ------- |
| Salta Central         | 4 - 0     | Parque Daza               | Independiente (C)                    | 22 de octubre | 13:15   |
| Sarmiento             | 4 - 2     | Independiente (H)         | Sarmiento                            | 22 de octubre | 14:45   |
| Liberal Argentino     | 5 - 1     | San Isidro                | Independiente (C)                    | 22 de octubre | 15:15   |
| Ferrocarriles         | 4 - 1     | Club Fiel                 | Polideportivo Municipal de Chumbicha | 22 de octubre | 16:00   |
| Deportivo Valle Chico | 1 - 3     | Estudiantes de La Tablada | Independiente (C)                    | 22 de octubre | 17:15   |

| Fecha 9                   | Fecha 9   | Fecha 9               | Fecha 9             | Fecha 9       | Fecha 9 |
| Local                     | Resultado | Visita                | Estadio             | Fecha         | Hora    |
| ------------------------- | --------- | --------------------- | ------------------- | ------------- | ------- |
| Club Fiel                 | 2 - 0     | Liberal Argentino     | Sarmiento           | 29 de octubre | 15:00   |
| San Isidro                | 3 - 4     | Sarmiento             | Independiente (C)   | 29 de octubre | 15:00   |
| Independiente (H)         | 4 - 5     | Deportivo Valle Chico | Independiente (C)   | 29 de octubre | 17:00   |
| Parque Daza               | 0 - 7     | Ferrocarriles         | Malvinas Argentinas | 31 de octubre | 15:00   |
| Estudiantes de La Tablada | 0 - 1     | Salta Central         | Jorge César Vargas  | 31 de octubre | 15:00   |

| 1. |

|                                                  |
| Club Sportivo Ferrocarriles del Estado 1° título |
| Campeón Torneo Anual 2021 (Primera B)            |

## Estadísticas

### Goleadores
| Jugador                      | Equipo            | Goles |
| ---------------------------- | ----------------- | ----- |
| Sergio Altamirano            | Salta Central     | 8     |
| Rodrigo Niceo                | Club Fiel         | 7     |
| Adrián Coronel               | Independiente (H) | 6     |
| Actualizado al 31 de octubre |                   |       |

| Franco Contreras     | Salta Central             | 5 |
| José Utrera          | Club Fiel                 | 5 |
| José Gabriel Romero  | Ferrocarriles             | 5 |
| Lucas Córdoba        | Ferrocarriles             | 5 |
| Segundo Gutiérrez    | Estudiantes de La Tablada | 5 |
| Juan Manuel López    | Sarmiento                 | 4 |
| Franco Paredes       | Ferrocarriles             | 4 |
| Martín Paz           | San Isidro                | 4 |
| Erick Silva          | Independiente (H)         | 3 |
| Facundo Chazampi     | Deportivo Valle Chico     | 3 |
| Gastón Quiroga       | Sarmiento                 | 3 |
| Jonathan Zurita      | Estudiantes de La Tablada | 3 |
| Lucas Alaníz         | Estudiantes de La Tablada | 3 |
| Mariano Belmonte     | Club Fiel                 | 3 |
| Carlos Bazán         | Sarmiento                 | 2 |
| Carlos Herrera       | Liberal Argentino         | 2 |
| Cristian Salcedo     | Salta Central             | 2 |
| Darío Romero         | Ferrocarriles             | 2 |
| Emanuel Vergara      | Sarmiento                 | 2 |
| Emiliano Zabaleta    | Parque Daza               | 2 |
| Gabriel Heredia      | Salta Central             | 2 |
| Gabriel Sánchez      | Deportivo Valle Chico     | 2 |
| Gastón Luján         | Club Fiel                 | 2 |
| Gastón Romero        | Deportivo Valle Chico     | 2 |
| Jorge Silva          | Sarmiento                 | 2 |
| José Silveria        | Independiente (H)         | 2 |
| Lucas Paz            | San Isidro                | 2 |
| Martín Santander     | Ferrocarriles             | 2 |
| Santiago Sahid       | Liberal Argentino         | 2 |
| Silvio Agudo         | Deportivo Valle Chico     | 2 |
| Víctor Hugo Romero   | Ferrocarriles             | 2 |
| Adrián Paz           | San Isidro                | 1 |
| Agustín Páez         | San Isidro                | 1 |
| Alejandro Carrizo    | Salta Central             | 1 |
| Axel Mejías          | Estudiantes de La Tablada | 1 |
| Braian Barros        | Liberal Argentino         | 1 |
| Cristian Castro      | Estudiantes de La Tablada | 1 |
| Daniel Carrizo       | Salta Central             | 1 |
| David Lucero         | Estudiantes de La Tablada | 1 |
| Enzo Velazco         | Parque Daza               | 1 |
| Fabricio Cano        | Deportivo Valle Chico     | 1 |
| Facundo Fernández    | Deportivo Valle Chico     | 1 |
| Facundo Romero       | Independiente (H)         | 1 |
| Francisco Noriega    | Salta Central             | 1 |
| Franco Navarro       | Ferrocarriles             | 1 |
| Franco Soria         | Liberal Argentino         | 1 |
| Gabriel Brizuela     | Independiente (H)         | 1 |
| Gerásimo Carrizo     | Ferrocarriles             | 1 |
| Héctor Zar           | Parque Daza               | 1 |
| Hugo Palacio         | San Isidro                | 1 |
| Ismael Chaile        | Deportivo Valle Chico     | 1 |
| Jesús Álvarez        | Independiente (H)         | 1 |
| Joaquín Pérez        | Independiente (H)         | 1 |
| Joel Barrientos      | Deportivo Valle Chico     | 1 |
| Jorge Molina         | Sarmiento                 | 1 |
| Jorge Oliva          | Sarmiento                 | 1 |
| Leandro Moreno       | San Isidro                | 1 |
| Leonardo Granado     | Liberal Argentino         | 1 |
| Marcos Cipolletti    | Deportivo Valle Chico     | 1 |
| Marcos Elizondo      | Salta Central             | 1 |
| Mariano Mamaní       | Sarmiento                 | 1 |
| Martín Quiroga       | Liberal Argentino         | 1 |
| Matías Aquiles       | Club Fiel                 | 1 |
| Matías Moreno        | Deportivo Valle Chico     | 1 |
| Matías Oliva         | Sarmiento                 | 1 |
| Matías Singh         | Sarmiento                 | 1 |
| Mauro Velázquez      | Parque Daza               | 1 |
| Maximiliano Guajardo | San Isidro                | 1 |
| Maximiliano López    | Parque Daza               | 1 |
| Misael López         | Parque Daza               | 1 |
| Nahuel Cuello        | Deportivo Valle Chico     | 1 |
| Nahuel Salado        | Deportivo Valle Chico     | 1 |
| Nahuel Sayavedra     | Liberal Argentino         | 1 |
| Nelson Paredes       | Ferrocarriles             | 1 |
| Pablo Herrera        | Deportivo Valle Chico     | 1 |
| Patricio Labquez     | Ferrocarriles             | 1 |
| Patricio Valdez      | Club Fiel                 | 1 |
| Raúl Rivero          | Estudiantes de La Tablada | 1 |
| Ricardo Pérez        | San Isidro                | 1 |
| Rodrigo Herrera      | Liberal Argentino         | 1 |
| Rodrigo Nieto        | Club Fiel                 | 1 |
| Rodrigo Toledo       | San Isidro                | 1 |
| Román Ocampo         | Club Fiel                 | 1 |